# Antônio de Amorim Garcia
Antônio de Amorim Garcia (Fortaleza, 2 de setembro de 1850 — Fortaleza, 27 de maio de 1913) foi um político brasileiro. Exerceu o mandato de deputado federal constituinte pelo Rio Grande do Norte em 1891.